# 中国驻萨摩亚大使馆
中华人民共和国驻萨摩亚独立国大使馆（英語：Embassy of the People's Republic of China in the Independent State of Samoa），简称中国驻萨摩亚大使馆，是中华人民共和国驻萨摩亚的外交代表机构。